# Список герцогских титулов Британских островов
Ниже приведён список герцогских титулов в пэрствах Англии, Шотландии, Ирландии, Великобритании и Соединённого королевства.

## Герцогские титулы Британских островов

### Герцогские титулы внутри королевской семьи
| Титул                          | Дата создания    | Род                   | Состояние | Текущий (последний) носитель                                                                                         | Примечания |
| ------------------------------ | ---------------- | --------------------- | --- | --- | --- |
| Герцог Корнуолльский           | 3 марта 1337     | Плантагенеты          | титул существует                                                                                                 | Принц Уильям, герцог Корнуольский, герцог Ротсейский, 1-й герцог Кембриджский                                        | титул носят старшие сыновья монархов, наследники трона Англии                                                                   |
| Герцог Корнуолльский           | 20 ноября 1376   | Плантагенеты          | титул перешёл к короне 22 июня 1377 года                                                                         | Принц Ричард, герцог Корнуольский, герцог Гиени (Король Ричард II)                                                   | носитель титула не был старшим сыном короля                                                                                     |
| Герцог Ротсей                  | 28 апреля 1398   | Стюарты               | титул существует                                                                                                 | Принц Уильям, герцог Корнуольский, герцог Ротсейский, 1-й герцог Кембриджский                                        | титул носят старшие сыновья монарха, наследники трона Шотландии                                                                 |
| Герцог Ланкастер               | 6 марта 1351     | Плантагенеты          | титул перестал существовать 23 марта 1361 года                                                                   | Генри Гроссмонт, 1-й герцог Ланкастер                                                                                | |
| Герцог Ланкастер               | 13 ноября 1362   | Плантагенеты          | титул перешёл к короне в 1399 году                                                                               | Принц Генри Болингброк, 2-й герцог Ланкастер, 1-й герцог Херефорд (Король Генрих IV)                                 | также герцог Херефорд (1397–1399)                                                                                               |
| Герцог Ланкастер               | 10 ноября 1399   | Плантагенеты          | титул перешёл к короне в 1413 году титул существует как часть королевского титула                                | Принц Генри Монмут, герцог Корнуолльский, герцог Ланкастерский, герцог Аквитанский (Король Генрих V) Король Карл III | Генрих V был последним носителем данного титула, как отдельного от королевского Карл ІІІ носит данный титул как правящий монарх |
| Герцог Кларенс                 | 13 ноября 1362   | Плантагенеты          | титул перестал существовать в 1368 году                                                                          | Принц Лайонел, герцог Кларенс                                                                                        | |
| Герцог Кларенс                 | 2 июля 1412      | Плантагенеты          | титул перестал существовать в 1421 году                                                                          | Принц Томас Ланкастер, герцог Кларенс                                                                                | |
| Герцог Кларенс                 | июнь 1461        | Плантагенеты          | титул конфискован в 1478 году                                                                                    | Принц Джордж Плантагенет, 1-й герцог Кларенс                                                                         | |
| Герцог Йорк                    | 6 августа 1385   | Плантагенеты          | титул перешёл к короне в 1461 году                                                                               | Принц Эдуард, 4-й герцог Йоркский (Король Эдуард IV)                                                                 | конфискован в 1415—1425, 1459—1460 годах также герцог Омаль (1397–1399; 1414–1415)                                              |
| Герцог Йорк                    | 28 мая 1474      | Плантагенеты          | титул перестал существовать в 1483 году                                                                          | Принц Ричард Шрусбери, 1-й герцог Йоркский, 1-й герцог Норфолкский                                                   | также герцог Норфолк (1477—1483)                                                                                                |
| Герцог Йорк                    | 31 октября 1494  | Тюдоры                | титул перешёл к короне в 1509 году                                                                               | Принц Генрих, герцог Корнуольский, герцог Йоркский (Король Генрих VIII)                                              | также герцог Корнуольский (1502–1509)                                                                                           |
| Герцог Йорк                    | 6 января 1605    | Стюарты               | титул перешёл к короне в 1625 году                                                                               | Принц Карл, герцог Корнуольский, герцог Ротсей, герцог Йоркский, герцог Олбани (Король Карл I)                       | также герцог Олбани (1603–1625), герцог Корнуольский и герцог Ротсей (1612–1625)                                                |
| Герцог Йорк                    | 27 января 1644   | Стюарты               | титул перешёл к короне в 1685 году                                                                               | Принц Иаков, герцог Йоркский, герцог Олбани (Король Иаков II)                                                        | также герцог Олбани (1660—1685)                                                                                                 |
| Герцог Йорк                    | 24 мая 1892      | Веттины               | титул перешёл к короне в 1910 году                                                                               | Принц Георг, герцог Корнуольский, герцог Ротсей, герцог Йоркский (Король Георг V)                                    | также герцог Корнуольский и герцог Ротсей (1901–1910)                                                                           |
| Герцог Йорк                    | 5 июня 1920      | Виндзоры              | титул перешёл к короне 11 декабря 1936 года                                                                      | Принц Альберт, герцог Йоркский (Король Георг VI)                                                                     | |
| Герцог Йорк                    | 23 июля 1986     | Виндзоры              | титул существует                                                                                                 | Принц Эндрю, герцог Йоркский                                                                                         | |
| Герцог Глостер                 | 6 августа 1385   | Плантагенеты          | титул конфискован в 1397 году                                                                                    | Принц Томас Вудсток, герцог Глостерский, герцог Альбермарльский (Омальский)                                          | также герцог Омальский (1385–1397)                                                                                              |
| Герцог Глостер                 | 16 мая 1414      | Плантагенеты          | титул перестал существовать в 1447 году                                                                          | Принц Хамфри, герцог Глостерский                                                                                     | |
| Герцог Глостер                 | 1461             | Плантагенеты          | титул перешёл к короне в 1483 году                                                                               | Принц Ричард, герцог Глостерский (Король Ричард III)                                                                 | |
| Герцог Глостер                 | 13 мая 1659      | Стюарты               | титул перестал существовать в 1660 году                                                                          | Принц Генри Стюарт, герцог Глостерский                                                                               | |
| Герцог Глостер                 | 31 марта 1928    | Виндзоры              | титул существует                                                                                                 | Принц Ричард, 2-й герцог Глостерский                                                                                 | |
| Герцог Херефорд                | 29 сентября 1397 | Плантагенеты          | титул перешёл к короне в 1399 году                                                                               | Принц Генри Болингброк, 2-й герцог Ланкастер, 1-й герцог Херефорд (Король Генрих IV)                                 | также герцог Ланкастер (1362–1399)                                                                                              |
| Герцог Омаль                   | 29 сентября 1397 | Плантагенеты          | наследник отказался от титула в 1399 году; возвращён в 1414 году; окончательно перестал существовать в 1415 году | Принц Эдуард Норвичский, 2-й герцог Йоркский, 1-й герцог Омальский                                                   | также герцог Глостер (1385–1397) герцог Йоркский (1402–1415).                                                                   |
| Герцог Бедфорд                 | 16 мая 1414      | Плантагенеты          | титул перестал существовать в 1435 году                                                                          | Принц Джон Ланкастер, 1-й герцог Бедфорд                                                                             | |
| Герцог Бедфорд                 | 1478             | Йорки                 | титул перестал существовать в 1479 году                                                                          | Принц Джордж Плантагенет, 1-й герцог Бедфорд                                                                         | |
| Герцог Бедфорд                 | 27 октября 1485  | Тюдоры                | титул перестал существовать в 1495 году                                                                          | Принц Джаспер Тюдор, 1-й герцог Бедфорд                                                                              | |
| Герцог Норфолк                 | 12 июня 1477     | Плантагенеты          | титул перестал существовать в 1483 году                                                                          | Принц Ричард Шрусбери, 1-й герцог Йоркский, 1-й герцог Норфолкский                                                   | также герцог Йоркский (1474–1483)                                                                                               |
| Герцог Сомерсет                | 24 февраля 1499  | Тюдоры                | титул перестал существовать в 1500 году                                                                          | Принц Эдмунд Тюдор, герцог Сомерсет                                                                                  | |
| Герцог Ричмонд                 | 17 мая 1623      | Стюарты               | титул перестал существовать в 1624 году                                                                          | Людовик Стюарт, герцог Ричмонд, 2-й герцог Леннокс                                                                   | младшая ветвь королевского дома                                                                                                 |
| Герцог Ричмонд                 | 8 августа 1641   | Стюарты               | титул перестал существовать в 1672 году                                                                          | Чарльз Стюарт, 3-й герцог Ричмонд, 6-й герцог Леннокс                                                                | младшая ветвь королевского дома                                                                                                 |
| Герцог Кембридж                | 23 августа 1664  | Стюарты               | титул перестал существовать в 1667 году                                                                          | | |
| Герцог Кембридж                | 7 октября 1667   | Стюарты               | титул перестал существовать в 1671 году                                                                          | | |
| Герцог Кембридж                | 9 ноября 1706    | Вельфы                | титул перешёл к короне в 1727 году                                                                               | | также герцог Корнуолл и Герцог Ротсей с 1714 года.                                                                              |
| Герцог Кембридж                | 29 апреля 2011   | Виндзоры              | титул существует                                                                                                 | Принц Уильям, герцог Корнуольский, герцог Ротсейский, 1-й герцог Кембриджский                                        | также герцог Корнуолл и Герцог Ротсей с 2022 года.                                                                              |
| Герцог Олбани                  | 28 апреля 1398   | Стюарты               | титул конфискован в 1425 году                                                                                    | | |
| Герцог Олбани                  | ок. 1457         | Стюарты               | титул угас в 1536 году                                                                                           | | титул конфискован между 1479—1482, 1483—1514 годами                                                                             |
| Герцог Олбани                  | 1541             | Стюарты               | титул перестал существовать в 1541 году                                                                          | | |
| Герцог Олбани                  | 20 июля 1565     | Стюарты               | титул перешёл к короне в 1567 году                                                                               | | |
| Герцог Олбани                  | 23 декабря 1600  | Стюарты               | титул перешёл к короне в 1625 году                                                                               | Принц Карл, герцог Корнуольский, герцог Ротсей, герцог Йоркский, герцог Олбани (Король Карл I)                       | также герцог Йоркский (1605–1625), герцог Корнуольский и герцог Ротсей (1612–1625)                                              |
| Герцог Олбани                  | 31 декабря 1660  | Стюарты               | титул перешёл к короне в 1685 году                                                                               | Принц Иаков, герцог Йоркский, герцог Олбани (Король Иаков II)                                                        | также герцог Йоркский (1644—1685)                                                                                               |
| Герцог Олбани                  | 24 мая 1881      | Веттины               | лишён титула 28 марта 1919 года                                                                                  | | |
| Герцог Росс                    | 29 января 1488   | Стюарты               | титул перестал существовать в 1504 году                                                                          | | |
| Герцог Росс                    | 1514             | Стюарты               | титул перестал существовать в 1515 году                                                                          | | |
| Герцог Леннокс                 | 5 августа 1581   | Стюарты               | титул перестал существовать в 1672 году                                                                          | | также герцог Ричмонд в Англии с 1623 по 1624 годы и с 1641 года                                                                 |
| Герцог Кинтайр и Лорн          | 1602             | Стюарты               | титул перестал существовать в 1602 году                                                                          | | |
| Герцог Баклю                   | 20 апреля 1663   | Скотты                | титул конфискован в 1685 году                                                                                    | | также герцог Монмут в Англии |
| Герцог Йорк и Олбани           | 5 июля 1716      | Вельфы                | титул перестал существовать в 1728 году                                                                          | Принц Эрнст Август, герцог Йоркский и Олбани                                                                         | |
| Герцог Йорк и Олбани           | 1 апреля 1760    | Вельфы                | титул перестал существовать в 1767 году                                                                          | Принц Эдуард, герцог Йоркский и Олбани                                                                               | |
| Герцог Йорк и Олбани           | 29 ноября 1784   | Вельфы                | титул угас в 1827 году                                                                                           | Принц Фредерик, герцог Йоркский и Олбани                                                                             | |
| Герцог Эдинбургский            | 26 июля 1726     | Вельфы                | титул перешёл к короне в 1760 году                                                                               | Принц Георг, 2-й герцог Эдинбургский (Король Георг ІІІ)                                                              | также герцог Корнуолл с 1727 по 1751 годы                                                                                       |
| Герцог Эдинбургский            | 24 мая 1866      | Веттины               | титул перестал существовать 30 июля 1900 года                                                                    | Принц Альфред, правящий герцог Саксен-Кобург-Готский, 1-й герцог Эдинбургский                                        | |
| Герцог Эдинбургский            | 20 ноября 1947   | Маунтбеттены Виндзоры | титул перешёл к короне 8 сентября 2022 года                                                                      | Принц Чарльз, Герцог Корнуолльский, герцог Ротсейский, 2-й герцог Эдинбургский (Король Карл III)                     | с 9 апреля 2021 г. также герцог Корнуолл в Англии и герцог Ротсей в Шотландии                                                   |
| Герцог Эдинбургский            | 10 марта 2023    | Виндзоры              | титул существует                                                                                                 | Принц Эдуард, герцог Эдинбургский                                                                                    | Пожизненный, ненаследуемый титул                                                                                                |
| Герцог Камберленд              | 27 июля 1726     | Вельфы                | титул перестал существовать 31 октября 1765 года                                                                 | Принц Уильям, герцог Камберленд                                                                                      | |
| Герцог Глостер и Эдинбург      | 19 ноября 1764   | Вельфы                | титул перестал существовать 30 ноября 1834 года                                                                  | Принц Уильям Фредерик, 2-й герцог Глостерский и Эдинбургский                                                         | |
| Герцог Камберленд и Стратерн   | 22 октября 1766  | Вельфы                | титул перестал существовать 31 октября 1790 года                                                                 | Принц Генри, герцог Камберленд и Стратерн                                                                            | |
| Герцог Кларенс и Сент-Эндрюс   | 20 мая 1789      | Вельфы                | титул перешёл к короне 26 июня 1830 года                                                                         | Принц Вильгельм, герцог Кларенс и Сент-Эндрюс (король Вильгельм IV)                                                  | |
| Герцог Кент и Стратерн         | 24 апреля 1799   | Вельфы                | титул перестал существовать 23 января 1820 года                                                                  | Принц Эдуард Август, герцог Кентский и Стратернский                                                                  | |
| Герцог Камберленд и Тевиотдейл | 24 апреля 1799   | Вельфы                | лишен титула 28 марта 1919 года в соответствии с Актом о лишении титулов 1917 года                               | Кронпринц Эрнст Август II Ганноверский, 3-й герцог Камберленд и Тевиотдейл                                           | |
| Герцог Коннаут и Стратерн      | 24 мая 1874      | Веттины               | титул перестал существовать 26 апреля 1943 года                                                                  | Аластер, 2-й герцог Коннаутский и Стратернский                                                                       | |
| Герцог Кларенс и Эвондейл      | 24 мая 1890      | Веттины               | титул перестал существовать 14 января 1892 года                                                                  | Принц Альберт Виктор, герцог Кларенс и Эвондейл                                                                      | |
| Герцог Кентский                | 12 октября 1934  | Виндзоры              | титул существует                                                                                                 | Принц Эдвард, 2-й герцог Кентский                                                                                    | |
| Герцог Виндзорский             | 8 марта 1937     | Виндзоры              | титул перестал существовать 28 мая 1972 года                                                                     | Принц Давид, герцог Виндзорский                                                                                      | Бывший король Эдуард VIII. |
| Герцог Сассексский             | 19 мая 2018      | Виндзоры              | титул существует                                                                                                 | Принц Гарри, 1-й герцог Сассекский                                                                                   | |

### Герцогские титулы Англии, 1337—1707
| Титул                      | Дата создания    | Род                      | Состояние                                 | Примечания                                                                             |
| -------------------------- | ---------------- | ------------------------ | ----------------------------------------- | -------------------------------------------------------------------------------------- |
| Герцог Ирландии            | 13 октября 1386  | де Веры                  | титул конфискован в 1388 году             |                                                                                        |
| Герцог Эксетер             | 29 сентября 1397 | Холланды                 | отказался от титула в 1399 году           |                                                                                        |
| Герцог Эксетер             | 18 ноября 1416   | Бофорты                  | титул перестал существовать в 1426 году   |                                                                                        |
| Герцог Эксетер             | 6 января 1443    | Холланды                 | титул конфискован в 1461 году             |                                                                                        |
| Герцог Суррей              | 29 сентября 1397 | Холланды                 | титул конфискован в 1399 году             |                                                                                        |
| Герцог Норфолк             | 29 сентября 1397 | Моубреи                  | титул угас в 1476 году                    | титул не использовался с 1399 по 1425 годы                                             |
| Герцог Норфолк             | 29 сентября 1397 | Моубреи                  | титул перестал существовать в 1400 году   | пожизненно для женщины                                                                 |
| Герцог Норфолк             | 28 июня 1483     | Говарды, Фицалан-Говарды | титул существует                          | был конфискован в 1485—1514, 1547—1553 и 1572—1660 годах.                              |
| Герцог Сомерсет            | 28 августа 1443  | Бофорты                  | титул перестал существовать в 1444 году   |                                                                                        |
| Герцог Сомерсет            | 31 марта 1448    | Бофорты                  | титул конфискован в 1464 году             | также конфискован между 1461 и 1463 годах.                                             |
| Герцог Сомерсет            | 16 февраля 1547  | Сеймуры                  | титул существует                          | был конфискован с 1552 по 1660 года.                                                   |
| Герцог Бекингем            | 14 сентября 1444 | Стаффорды                | титул конфискован в 1521 году             | также конфискован между 1483 и 1485 годами.                                            |
| Герцог Уорик               | 5 апреля 1445    | Бошаны                   | титул перестал существовать в 1446 году   |                                                                                        |
| Герцог Саффолк             | 2 июля 1448      | де ла Поли               | титул конфискован в 1493 году             | также в 1450—1463 годы                                                                 |
| Герцог Саффолк             | 1 февраля 1514   | Брэндоны                 | титул перестал существовать в 1551 году   |                                                                                        |
| Герцог Саффолк             | 11 октября 1551  | Греи                     | титул конфискован в 1554 году             |                                                                                        |
| Герцог Бедфорд             | 5 января 1470    | Невиллы                  | наследник отказался от титула в 1478 году |                                                                                        |
| Герцог Ричмонд и Сомерсет  | 18 июня 1525     | Фицрой                   | титул перестал существовать в 1536 году   |                                                                                        |
| Герцог Нортумберленд       | 11 октября 1551  | Дадли                    | титул конфискован в 1553 году             |                                                                                        |
| Герцог Нортумберленд       | 6 апреля 1683    | Фицрой                   | титул угас в 1716 году                    |                                                                                        |
| Герцог Бекингем            | 18 мая 1623      | Вильерсы                 | титул перестал существовать в 1687 году   |                                                                                        |
| Герцог Камберленд          | 24 января 1644   | Виттельсбахи             | титул перестал существовать в 1682 году   |                                                                                        |
| Герцог Камберленд          | 9 апреля 1689    | Ольденбурги              | титул конфискован в 1708 году             |                                                                                        |
| Герцог Албемарл            | 7 июля 1660      | Монки                    | титул перестал существовать в 1688 году   |                                                                                        |
| Герцог Монмут              | 14 февраля 1663  | Скотты                   | титул конфискован в 1685 году             |                                                                                        |
| Герцог Ньюкасл-апон-Тайн   | 16 марта 1665    | Кавендиши                | титул перестал существовать в 1691        |                                                                                        |
| Герцог Кливленд            | 3 августа 1670   | Вильерсы, Фицрой         | титул перестал существовать в 1774 году   | также герцог Саутгемптон с 1709 г.                                                     |
| Герцогиня Портсмут         | 19 августа 1673  | де Керуайль              | титул перестал существовать в 1734 году   |                                                                                        |
| Герцог Ричмонд             | 9 августа 1675   | Ленноксы                 | титул существует                          | также герцог Гордон в Соединённом королевстве с 1876 году и герцог Леннокс в Шотландии |
| Герцог Саутгемптон         | 10 сентября 1675 | Фицрой                   | титул перестал существовать в 1774 году   | также герцог Кливленд с 1709 года                                                      |
| Герцог Графтон             | 11 сентября 1675 | Фицрой                   | титул существует                          |                                                                                        |
| Герцог Ормонд              | 9 ноября 1682    | Батлеры                  | титул конфискован в 1715 году             | также герцог Ормонд в Ирландии                                                         |
| Герцог Бофорт              | 2 декабря 1682   | Сомерсеты                | титул существует                          |                                                                                        |
| Герцог Сент-Олбанс         | 10 января 1684   | Боклерки                 | титул существует                          |                                                                                        |
| Герцог Бервик-апон-Твид    | 19 марта 1687    | Фицджеймсы               | титул конфискован в 1695 году             |                                                                                        |
| Герцог Болтон              | 9 апреля 1689    | Поулеты                  | титул перестал существовать в 1794 году.  |                                                                                        |
| Герцог Шомберг             | 10 апреля 1689   | Шомберги                 | титул перестал существовать в 1719 году   | также герцог Лейнстер в Ирландии с 1691 года                                           |
| Герцог Шрусбери            | 30 апреля 1694   | Тальботы                 | титул перестал существовать в 1718 году   |                                                                                        |
| Герцог Лидс                | 4 мая 1694       | Осборны                  | титул перестал существовать в 1964 году   |                                                                                        |
| Герцог Бедфорд             | 11 мая 1694      | Расселы                  | титул существует                          |                                                                                        |
| Герцог Девоншир            | 12 мая 1694      | Кавендиши                | титул существует                          |                                                                                        |
| Герцог Ньюкасл-апон-Тайн   | 14 мая 1694      | Холлсы                   | титул угас в 1711 году                    |                                                                                        |
| Герцог Мальборо            | 14 декабря 1702  | Черчилли                 | титул существует                          |                                                                                        |
| Герцог Бекингем и Норманби | 23 марта 1703    | Шеффилды                 | титул перестал существовать в 1735 году   |                                                                                        |
| Герцог Ратленд             | 29 марта 1703    | Маннерсы                 | титул существует                          |                                                                                        |
| Герцог Монтегю             | 14 апреля 1705   | Монтегю                  | титул перестал существовать в 1749 году   |                                                                                        |

### Герцогские титулы Шотландии, 1398—1707
| Титул             | Дата креации     | Род                             | Состояние                               | Примечания |
| ----------------- | ---------------- | ------------------------------- | --------------------------------------- | --- |
| Герцог Монтроз    | 18 мая 1488      | Линдси                          | титул перестал существовать в 1495 году | отказался от титула в 1488—1489 годах, пожизненно с 1489 года                                                 |
| Герцог Монтроз    | 24 апреля 1707   | Грэхэмы                         | титул существует                        | |
| Герцог Оркней     | 12 мая 1567      | Хепберны                        | титул конфискован в 1567 году           | |
| Герцог Гамильтон  | 12 апреля 1643   | Гамильтоны                      | титул существует                        | также герцог Брендон в Великобритании с 1711 года                                                             |
| Герцог Гамильтон  | 20 сентября 1660 | Гамильтоны (Дугласы)            | титул перестал существовать в 1694 году | пожизненно; для супруга герцоги Гамильтон                                                                     |
| Герцог Баклю      | 20 апреля 1663   | Скотты, Монтегью-Дуглас-Скотты  | титул существует                        | также герцог Куинсберри с 1810 года                                                                           |
| Герцог Лодердейл  | 1 мая 1672       | Мейтленды                       | титул угас в 1682 г.                    | |
| Герцог Леннокс    | 9 сентября 1675  | Ленноксы                        | титул существует                        | также герцог Гордон в Соединённом королевстве с 1876 года и герцог Ричмонд в Англии                           |
| Герцог Роутс      | 29 мая 1680      | Лесли                           | титул перестал существовать в 1681 году | |
| Герцог Гордон     | 3 ноября 1684    | Гордоны                         | титул перестал существовать в 1836 году | |
| Герцог Куинсберри | 3 ноября 1684    | Дугласы, Монтегью-Дуглас-Скотты | титул существует                        | также герцог Дувр в Великобритании с 1708 по 1778 годы и герцог Баклю с 1810 г.                               |
| Герцог Аргайл     | 23 июня 1701     | Кемпбеллы                       | титул существует                        | также герцог Гринвич в Великобритании с 1718 по 1743 годы и герцог Аргайл в Соединённом королевстве с 1892 г. |
| Герцог Дуглас     | 10 апреля 1703   | Дугласы                         | титул угас в 1761 г.                    | для маркиза Дугласа                                                                                           |
| Герцог Атолл      | 30 июня 1703     | Мюррей                          | титул существует                        | |
| Герцог Роксбург   | 25 апреля 1707   | Керры                           | титул существует                        | |

### Герцогские титулы Великобритании, 1707—1801
| Титул                      | Дата создания    | Род          | Состояние                               | Примечания                                     |  |
| -------------------------- | ---------------- | ------------ | --------------------------------------- | ---------------------------------------------- |  |
| Герцог Дувр                | 26 мая 1708      | Дугласы      | титул перестал существовать в 1778 году | также герцог Куинсберри в Шотландии            |  |
| Герцог Кент                | 28 апреля 1710   | Грей         | титул угас в 1740 г.                    | ныне внутри королевской семьи                  |  |
| Герцог Брендон             | 10 сентября 1711 | Дугласы      | титул существует                        | также герцог Гамильтон в Шотландии             |  |
| Герцог Анкастер и Кестевен | 26 июля 1715     | Берти        | титул перестал существовать в 1809 году |                                                |  |
| Герцог Кингстон-апон-Хилл  | 10 августа 1715  | Пьеррпонты   | титул перестал существовать в 1773 году |                                                |  |
| Герцог Ньюкасл-апон-Тайн   | 11 августа 1715  | Пелэм-Холлсы | титул перестал существовать в 1768 году | также герцог Ньюкасл-андер-Лайн с 1757 года    |  |
| Герцог Портленд            | 6 июля 1716      | Бентинки     | титул перестал существовать в 1990 году |                                                |  |
| Герцог Уортон              | 28 января 1718   | Уортоны      | титул перестал существовать в 1731 году |                                                |  |
| Герцогиня Кендал           | 19 марта 1719    | Шуленбурги   | титул перестал существовать в 1743 году | также герцогиня Мюнстер в Ирландии; пожизненно |  |
| Герцог Гринвич             | 27 апреля 1719   | Кемпбеллы    | титул перестал существовать в 1743 г.   | также Герцог Аргайл в Шотландии                |  |
| Герцог Манчестер           | 28 апреля 1719   | Монтегю      | титул существует                        |                                                |  |
| Герцог Чандос              | 29 апреля 1719   | Бриджи       | титул перестал существовать в 1789 году |                                                |  |
| Герцог Дорсет              | 17 июня 1720     | Секвилли     | титул перестал существовать в 1843 году |                                                |  |
| Герцог Бриджуотер          | 18 июня 1720     | Эгертоны     | титул перестал существовать в 1803 году |                                                |  |
| Герцог Ньюкасл-андер-Лайн  | 17 ноября 1756   | Пелэм-Холлсы | титул угас в 1988 году                  | также герцог Ньюкасл апон-тайн до 1768 г.      |  |
| Герцог Нортумберленд       | 22 октября 1766  | Перси        | титул существует                        |                                                |  |
| Герцог Монтегю             | 5 ноября 1766    | Монтегю      | титул перестал существовать в 1790 году |                                                |  |

### Герцогские титулы Ирландии, 1661—1868
| Титул             | Дата создания   | Род          | Состояние                               | Примечания                                                 |
| ----------------- | --------------- | ------------ | --------------------------------------- | ---------------------------------------------------------- |
| Герцог Ормонд     | 30 марта 1661   | Батлеры      | титул перестал существовать в 1758 году | также герцог Ормонд в Англии до 1715 года                  |
| Герцог Лейнстер   | 3 марта 1691    | Шомберги     | титул перестал существовать в 1719 году | также герцог Шомберг в Англии                              |
| Герцог Лейнстер   | 26 ноября 1766  | Фицджеральды | титул существует                        |                                                            |
| Герцогиня Мюнстер | 18 июля 1716    | Шуленбурги   | титул перестал существовать в 1754 году | также герцогиня Кендал в Великобритании с 1719; пожизненно |
| Герцог Аберкорн   | 10 августа 1868 | Гамильтоны   | титул существует                        |                                                            |

### Герцогские титулы Соединенного королевства с 1801 года по наши дни
| Титул                    | Дата создания   | Род                                            | Состояние                                        | Примечания                                                 |
| ------------------------ | --------------- | ---------------------------------------------- | ------------------------------------------------ | ---------------------------------------------------------- |
| Герцог Сассексский       | 27 ноября 1801  | д’Эсте                                         | титул перестал существовать 21 апреля 1843 года  | Ныне внутри королевской семьи                              |
| Герцог Кембриджский      | 27 ноября 1801  | д’Эсте                                         | титул перестал существовать 17 марта 1904 года   | Ныне внутри королевской семьи                              |
| Герцог Веллингтон        | 11 мая 1814     | Уэлсли                                         | титул существует                                 |                                                            |
| Герцог Бекингем и Чандос | 4 февраля 1822  | Темль-Ньюгент-Бридж-Чандос-Гренвили            | титул перестал существовать 26 марта 1889 года   |                                                            |
| Герцог Сазерленд         | 28 января 1833  | Левисон-Гоуэры Сазерленд-Левисон-Гоуэр Эгертон | титул существует                                 |                                                            |
| Герцог Кливленд          | 29 января 1833  | Вейны Поулеты                                  | титул перестал существовать 21 августа 1891 года |                                                            |
| Герцогиня Инвернесс      | 10 апреля 1840  | Андервуды                                      | титул перестал существовать 1 августа 1873 года  | пожизненно                                                 |
| Герцог Вестминстер       | 27 февраля 1874 | Гровеноры                                      | титул существует                                 |                                                            |
| Герцог Гордон            | 13 января 1876  | Гордон-Ленноксы                                | титул существует                                 | также герцог Ричмонд в Англии и герцог Леннокс в Шотландии |
| Герцог Файф              | 29 июля 1889    | Дуффы                                          | титул перестал существовать 29 января 1912 года  |                                                            |
| Герцог Файф              | 24 апреля 1900  | Дуффы                                          | титул существует                                 |                                                            |
| Герцог Аргайл            | 7 апреля 1892   | Кемпбеллы                                      | титул существует                                 | также герцог Аргайл в Шотландии                            |